# Jaskinia pod Kapliczką
Jaskinia pod Kapliczką – jaskinia w Dolinie Kościeliskiej w Tatrach Zachodnich. Wejście do niej położone jest nad żlebem Żeleźniak, w zboczu Kominiarskiego Wierchu, przy ścieżce (starym szlaku) prowadzącym przez Przełęcz Ku Stawku na Kominiarski Wierch, poniżej znajdującej się w niszy figurki Matki Boskiej, na wysokości 1570 metrów n.p.m. Długość jaskini wynosi 8,5 metrów, a jej deniwelacja 3 metry.

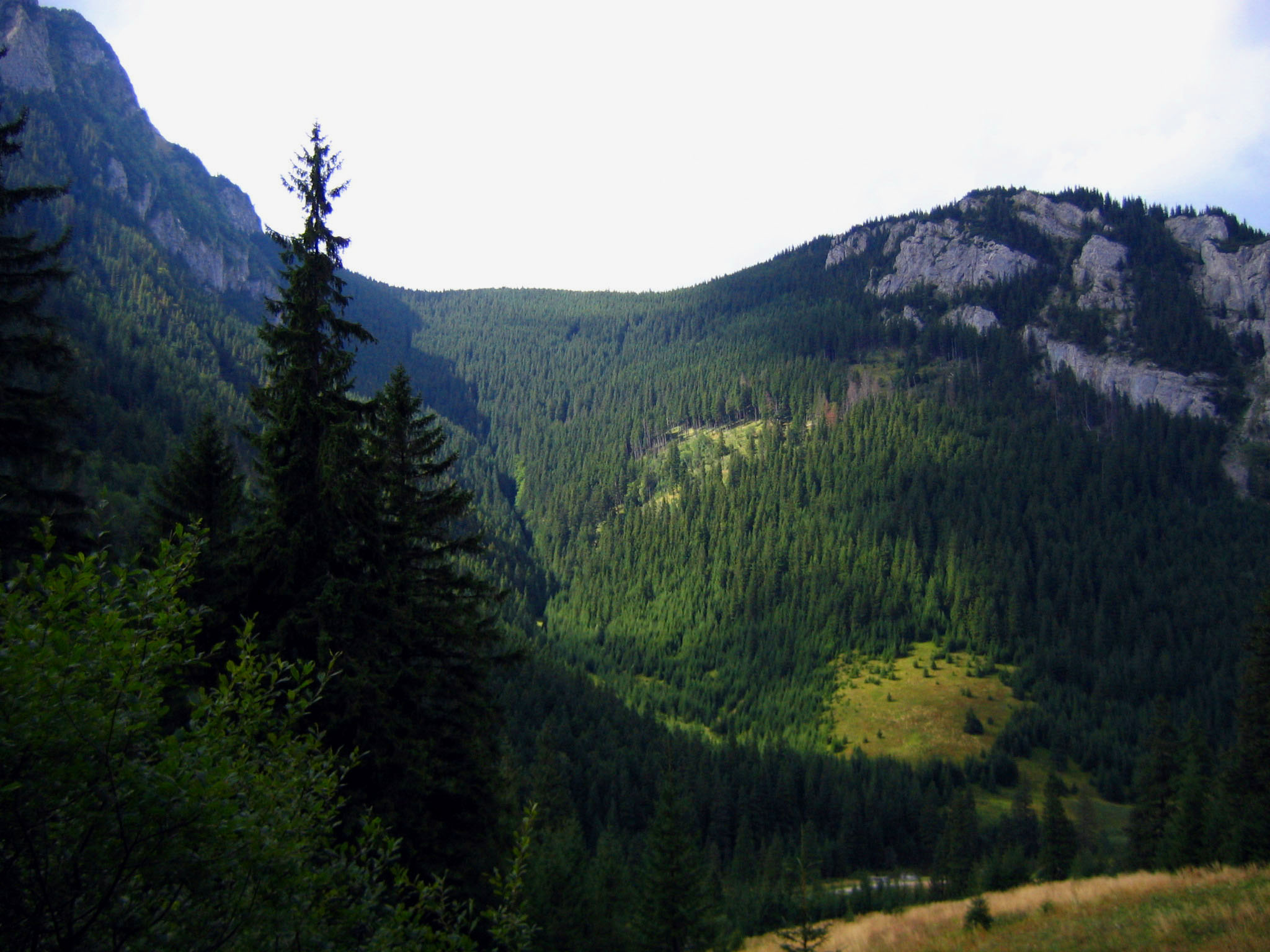
Żleb Żeleźniak i Przełęcz ku Stawku

## Opis jaskini
Jaskinię tworzy bardzo ciasny, szczelinowy korytarz zaczynający się zaraz za niewielkim otworem wejściowym, a kończący szczeliną nie do przejścia.

## Przyroda
W jaskini można spotkać nacieki grzybkowe. W środkowej części korytarza znajduje się pojedynczy stalagnat. Ściany są bardzo mokre, płynie po nich woda. Nie ma na nich roślinności.

## Historia odkryć
Jaskinię odkryli oraz sporządzili jej plan i opis R. i R.M. Kardasiowie i M. Różyczka w 1977 roku.